# Музей громадського транспорту (Лондон)
51°30′43″ пн. ш. 0°07′18″ зх. д. / 51.511944444444° пн. ш. 0.12166666666667° зх. д.
Музей громадського транспорту (англ. London Transport Museum) — музей транспорту, що базується у Ковент-гардені, Лондон. 
У музеї в основному представлені експонати, пов’язані зі спадщиною лондонського транспорту, а також зі збереженням і поясненням його історії. 
Більшість експонатів музею походять із колекцій Лондонського транспорту, але з моменту створення Transport for London (TfL) у 2000 році діяльність музею розширилася, щоб охопити всі аспекти транспорту у місті.
Музей має дві локації у Лондоні. 
Головна локація у Ковент-гардені використовує назву свого головного закладу та відкритий для публіки щодня, відновивши роботу в 2007 році після дворічної реконструкції. 
Інша локація, розташована в Ектоні, відоме як London Transport Museum Depot і є, головним чином, місцем зберігання історичних артефактів, відкрите для відвідувачів у заплановані дні протягом року.

## Музей (Ковент-гарден)

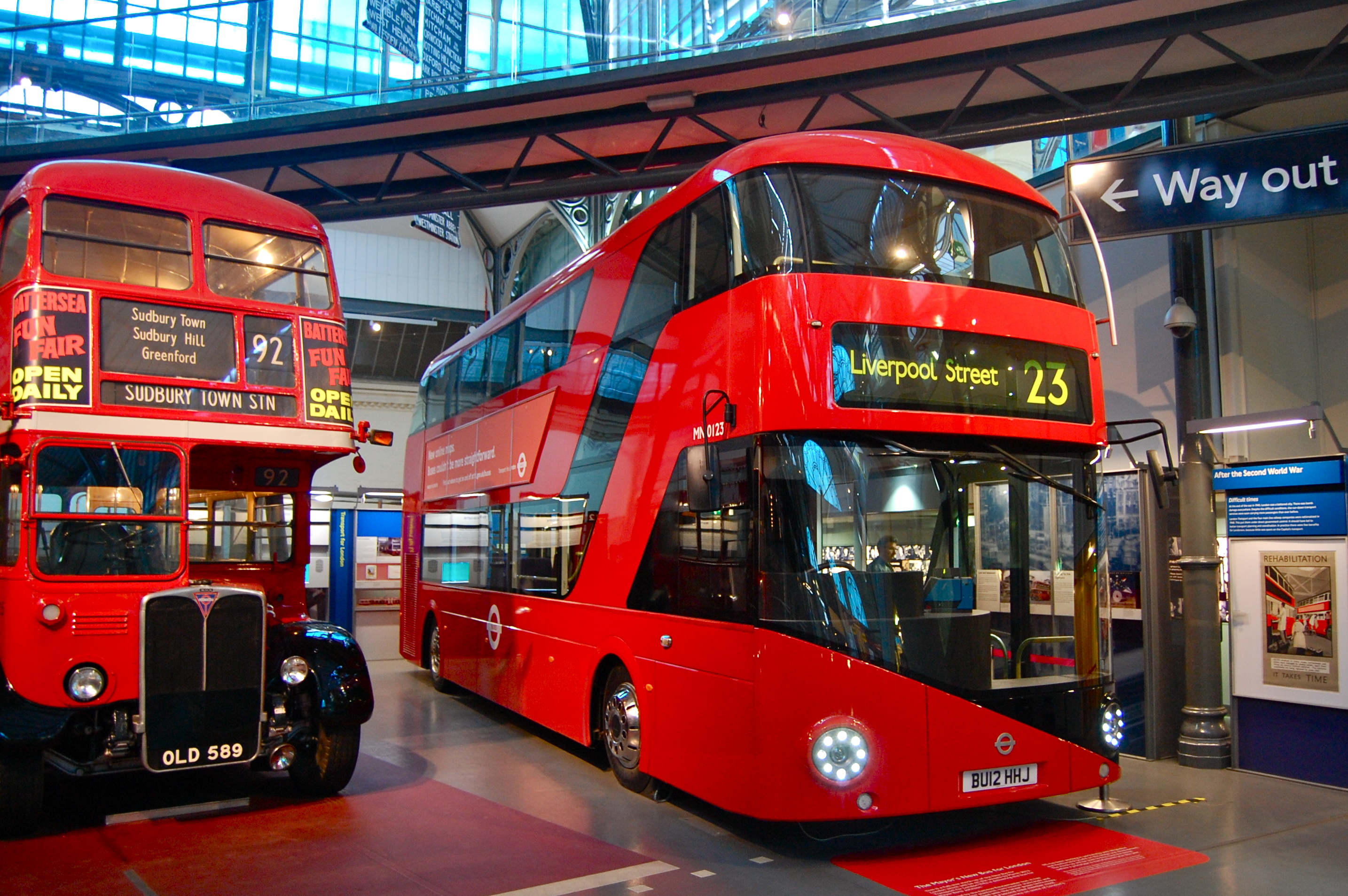
Автобус New Routemaster поруч із AEC Regent III RT 1954 року в Лондонському музеї транспорту

Основний об’єкт музею розташований у вікторіанській будівлі із заліза та скла, яка була частиною овочевого, фруктового та квіткового ринку Ковент-гарден. 
Він був спроектований як спеціальний квітковий ринок Вільямом Роджерсом 

в 1871 році та розташований між вулицями Рассел, Тавісток-стріт, Веллінгтон-стріт і східною стороною колишньої ринкової площі. 
Ринок переїхав в 1971 році, і 28 березня 1980 року будівлю було знову відкрито як Лондонський музей транспорту. 

Колекція була розташована в Сіон-парк з 1973 року, а до цього була частиною Британського транспортного музею у Клепгемі. 

4 вересня 2005 року музей закрився на капітальну реконструкцію вартістю 22 мільйони фунтів стерлінгів, розроблену Брайаном Ейвері з «Avery Associates Architects» 
, 
щоб розширити колекцію експозицій та охопити більшу компетенцію TfL, яка керує всіма видами громадського транспорту. 
Потрібно було також покращити навчальні приміщення. 
Музей знову відкрито 22 листопада 2007 року 

Вхід до музею знаходиться з площі Ковент-гарден, серед багатьох туристичних визначних пам'яток площі. 
Музей знаходиться за декілька хвилин ходьби від метростанції Ковент-гарден і залізничної станції Чарінг-кросс.

## Депо (Актон)

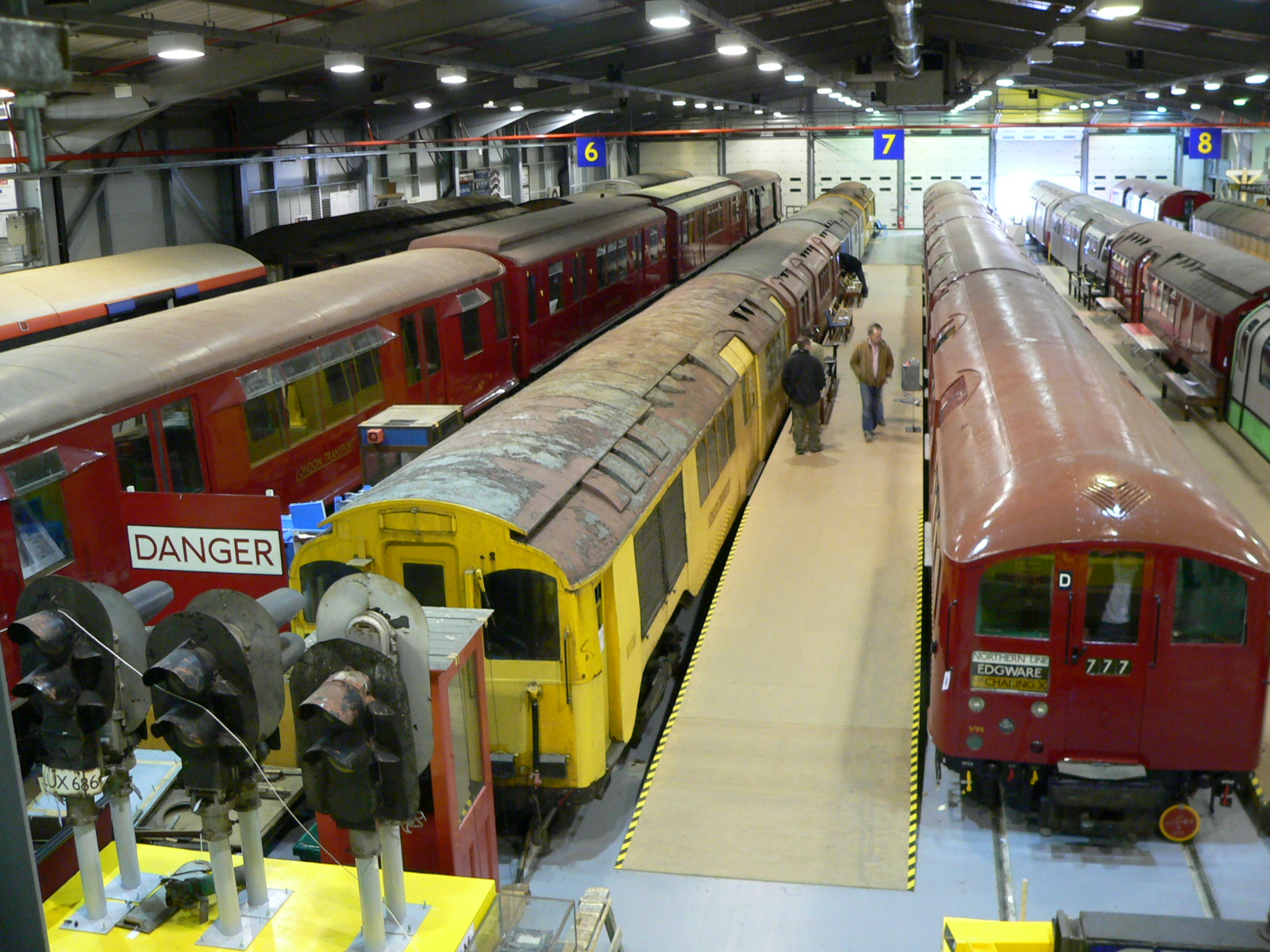
Потяги лондонського метро різних типів і епох у музейному депо

Музейне депо розташоване в Ектоні, на заході Лондона, і було відкрито у жовтні 1999 року. 
У депо зберігається більшість музейних колекцій, які не виставлені у головному музеї Ковент-гарден. 
Депо є базою для демонстрації експонатів, які занадто великі, щоб розмістити їх у головному приміщенні. 

Депо забезпечує 6000 м² складського простору в безпечних, екологічно контрольованих умовах і вміщує понад 370 000 предметів усіх типів, включаючи багато оригінальних творів мистецтва, які використовуються для музейних колекцій плакатів, вивісок, моделей, фотографій, інженерних креслень та уніформи. 
Будівля має як під’їзд, так і залізничне сполучення з мережею лондонського метро, що дозволяє зберігати та демонструвати значну кількість автобусів, трамваїв, тролейбусів, залізничного рухомого складу та інших транспортних засобів. 

Депо не є регулярним для відвідування, але повністю обладнане для прийому відвідувачів, з касою, крамницею, мініатюрною залізницею

та іншими зручностями для відвідувачів. Він відкритий для відвідувачів для попередньо заброньованих екскурсій з гідом на кілька дат щомісяця, а також для спеціальних заходів, зокрема тематичних відкритих вихідних – зазвичай тричі на рік. 
Він розташований за декілька хвилин ходьби від станції метро Актон-таун. 